# Кабаковский, Григорий Самойлович
Григо́рий Само́йлович Кабако́вский (2 октября 1909, село Кочубеевка, Полтавская область — 2 ноября 1959) — участник Великой Отечественной войны, Герой Советского Союза, лейтенант.

## Биография
Родился 2 октября 1909 года в селе Кочубеевка ныне Чутовского района Полтавской области. Окончил начальную школу. До войны работал слесарем на сахарном заводе в посёлке Артёмовка, а с 1940 года возглавлял отдел торговли Опошнянского райисполкома.
Призван на фронт в 1941 году. Служил в составе мотострелкового батальона 57-й гвардейской Нежинской танковой бригады 7-го гвардейского механизированного корпуса 60-й армии Центрального фронта в должности командира роты.
25 сентября 1943 года рота Кабаковского одна из первых форсировала Днепр севернее Киева, после чего закрепилась на северной окраине населённого пункта Домантово Чернобыльского района Киевской области, уничтожив при этом более ста гитлеровцев. Рота выдержала три контратаки фашистов, во время которых Кабаковский был тяжело ранен.
Указом Президиума Верховного Совета СССР от 17 октября 1943 года за мужество и героизм, проявленные при форсировании Днепра и удержании плацдарма на его правом берегу гвардии лейтенанту Григорию Самойловичу Кабаковскому присвоено звание Героя Советского Союза.
В 1946 году был избран депутатом Верховного Совета СССР 2-го созыва.
Умер в 1959 году.